# Leiolopisma
Leiolopisma – rodzaj jaszczurek z podrodziny Lygosominae w obrębie rodziny scynkowatych (Scincidae).

## Rozmieszczenie geograficzne
Rodzaj obejmuje gatunki występujące na Fidżi, Reunionie i Mauritiusie. 

## Systematyka
Rodzaj zdefiniowała w 1839 roku para francuskich zoologów – André Marie Constant Duméril i Gabriel Bibron – w publikacji ich własnego autorstwa zatytułowanej Herpetologia ogólna, czyli kompletna historia naturalna gadów. Gatunkiem typowym jest (oznaczenie monotypowe) L. telfairii.

### Etymologia
Leiolopisma: gr. λειος leios ‘gładki’; λoπισμα lopisma ‘naskórek’.

### Podział systematyczny
Do rodzaju należą następujące gatunki: 
- Leiolopisma alazon Zug, 1985
- Leiolopisma ceciliae Arnold & Bour, 2008 – takson wymarły
- Leiolopisma telfairii (Desjardins, 1831)